# 2026
Rok 2026 (MMXXVI) gregoriánského kalendáře začne ve čtvrtek 1. ledna a skončí ve čtvrtek 31. prosince. V České republice bude mít 250 pracovních dnů a 13 státních a ostatních svátků, z toho 11 jich připadá na mimovíkendové dny. Dle židovského kalendáře nastane přelom roků 5786 a 5787, dle islámského kalendáře 1447 a 1448.

## Očekávané události
- 1. ledna –
  - Evropskými hlavními městy kultury v roce 2026 budou finské Oulu a slovenský Trenčín.
  - Bulharsko se stane 21. členským státem eurozóny.
- 6.–22. února – XXV. zimní olympijské hry v italském Miláně a Cortině d'Ampezzo.
- 26. května – Naplánovaný termín vydání hry Grand Theft Auto VI (GTA VI) od vydavatele Rockstar Games
- 12. srpna – Z území Česka bude pozorovatelné částečné zatmění Slunce.

### Neznámé datum
- IV. letní olympijské hry mládeže v senegalském Dakaru
- Předpokládalo se, že bude dokončena katedrála Sagrada Família (datum stého výročí smrti Antonia Gaudího). Dokončení se ale odsouvá.[1]
- Má být dokončeno rozšíření mezinárodního letiště Suvarnabhumi v Bangkoku.[2]
- Mistrovství světa ve fotbale 2026 v USA, Kanadě a Mexiku.
- Pravděpodobný začátek stavby pilotních úseků VRT Přerov – Ostrava a Praha – Poříčany – Kolín (– Brno).[3]

## Výročí

### Výročí narození
- 5. ledna – Konrad Adenauer, německý politik (150 let)
- 6. března – Andrzej Wajda, polský režisér (100 let)
- 3. dubna – Tomáš Baťa, česká podnikatel v obuvnictví (150 let)
- 17. dubna – Vojta Náprstek, český vlastenec, národopisec, mecenáš (200 let)
- 21. dubna – Alžběta II., britská královna (100 let)
- 28. dubna – Harper Leeová, americká spisovatelka (100 let)
- 8. května – David Attenborough, britský přírodovědec (100 let)
- 1. června – Marilyn Monroe, americká herečka (100 let)
- 3. června – Allen Ginsberg, americký básník, představitel beatnické generace (100 let)
- 13. srpna – Fidel Castro, kubánský komunistický revolucionář a politik (100 let)
- 20. prosince – Svatý Jan Sarkander, kněz a světec (450 let)
- 21. prosince – Arnošt Lustig, český novinář, politický spisovatel, romanopisec a spisovatel (100 let)

### Výročí úmrtí
- 26. května – František Palacký, český historik, politik a spisovatel (150 let)
- 8. června – George Sandová, francouzská romantická spisovatelka (150 let)
- 4. července
  - Thomas Jefferson, americký prezident, hlavní autor americké Deklarace nezávislosti (200 let)
  - John Adams, americký prezident (200 let)
- 25. srpna – David Hume, skotský filozof (250 let)
- 29. srpna – Ludvík Jagellonský, český, uherský a chorvatský král (500 let)
- 12. října – Maxmilián II. Habsburský, císař Svaté říše římské, český a uherský král (450 let)